# Copa del Rey 1906
Die Copa del Rey 1906 war die vierte Austragung des spanischen Fußballpokalwettbewerbes.
Der Wettbewerb fand vom 9. bis zum 11. April 1906 statt. Mit dem Organisator Madrid FC, Athletic Bilbao und Recreativo Huelva nahmen drei Teams teil. Der Gewinner der Katalanischen Meisterschaft, X Sporting Club, war auch eingeladen, jedoch sagte dieser aufgrund interner und wirtschaftlicher Probleme ab.
Nach insgesamt drei Turnierspielen wurde schließlich der Madrid FC zum Pokalsieger gekürt, wobei er bereits nach dem zweiten Turniertag als Sieger feststand. Damit verteidigte Madrid FC erfolgreich seinen Titel von 1905.

## Finale Gruppenphase
Das Turnier wurde im Gruppenmodus ausgetragen, die Spiele fanden dabei im Estadio del Hipódromo in Madrid statt.
| Datum          |                 | Ergebnis |                   |
| -------------- | --------------- | -------- | ----------------- |
| 9. April 1906  | Madrid FC       | 3:0      | Recreativo Huelva |
| 10. April 1906 | Madrid FC       | 4:1      | Athletic Bilbao   |
| 11. April 1906 | Athletic Bilbao | 2:1      | Recreativo Huelva |

## Abschlusstabelle
| Pl. | Verein            | Sp. | S | U | N | Tore    | Quote | Punkte |
| --- | ----------------- | --- | - | - | - | ------- | ----- | ------ |
| 1.  | Madrid FC         | 2   | 2 | 0 | 0 | 007:100 | 7,00  | 04:0   |
| 2.  | Athletic Bilbao   | 2   | 1 | 0 | 1 | 003:500 | 0,60  | 02:20  |
| 3.  | Recreativo Huelva | 2   | 0 | 0 | 2 | 001:500 | 0,20  | 0:40   |

Bereits nach zwei gewonnenen Spielen stand Madrid FC unabhängig vom letzten Turnierspiel als Tabellenerster fest und wurde damit erneut spanischer Pokalsieger und zusammen mit Athletic Bilbao Rekordsieger mit zwei Titeln.

## Siegermannschaft

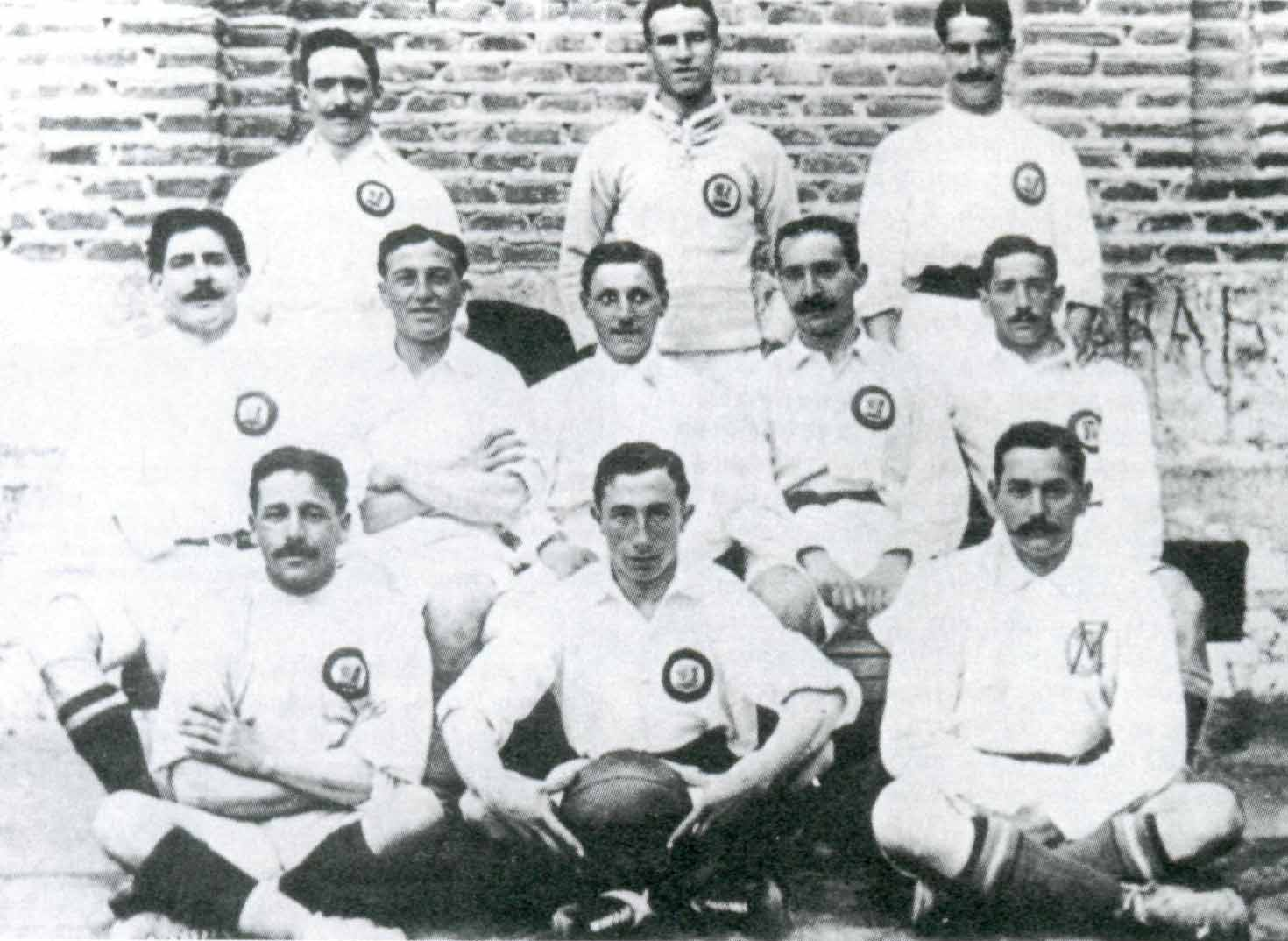
Die Siegermannschaft von Madrid FC

(in Klammern sind die Spiele und Tore angegeben)
| 1.                 | Madrid FC |
| Logo von Madrid FC | - Tor: Manuel Alcalde (2/-) - Abwehr: José Ángel Berraondo (2/-), Quincho (2/-) - Mittelfeld: Enrique (2/-), José Giralt (2/-), Manuel Yarza (2/-) - Sturm: Antonio Alonso (2/-), Armando Giralt (2/-), Pedro Parages (2/2), Manuel Prast (2/4), Federico Revuelto (2/1) - Trainer: – |

## Torschützen
| Pl. | Nat.         | Spieler           | Verein          | Tore |
| --- | ------------ | ----------------- | --------------- | ---- |
| 1   | Spanier      | Manuel Prast      | Madrid FC       | 4    |
| 2   | Spanier      | Pedro Parages     | Madrid FC       | 2    |
| 3   | Guatemalteke | Federico Revuelto | Madrid FC       | 1    |
| 3   | Spanier      | Uribe             | Athletic Bilbao | 1    |

Die Torschützen aus der dritten Partie sind nicht bekannt.